# Новые Танатары
Новые Танатары, Тэнэтарий Ной (рум. Tănătarii Noi) — село в Каушанском районе Молдавии. Является административным центром коммуны Новые Танатары, включающей также сёла Штефанешты и Новая Урсоая.

## География
Село расположено на высоте 44 метра над уровнем моря.

## Население
По данным переписи населения 2004 года, в селе Новые Танатары проживает 411 человек (199 мужчин, 212 женщин).
Этнический состав села:
| Национальность | Число жителей | Процентный состав |
| -------------- | ------------- | ----------------- |
| молдаване      | 405           | 98,54             |
| русские        | 4             | 0,97              |
| украинцы       | 1             | 0,24              |
| румыны         | 1             | 0,24              |
| Всего          | 411           | 100 %             |